# Diocese de Viana (Angola)
A Diocese de Viana (Diœcesis Viananensis) é uma circunscrição eclesiástica da Igreja Católica em Angola, pertencente à Província Eclesiástica de Luanda, sendo sufragânea da arquidiocese de Luanda. A sé episcopal está na catedral de São Francisco de Assis, na cidade de Viana, na província de Luanda.
Foi erecta em nova diocese pelo Papa Bento XVI a 6 de junho de 2007, juntamente com a diocese de Caxito, ambas constituídas a partir do território da arquidiocese de Luanda. A então igreja paroquial de São Francisco foi erecta em catedral de Viana, sendo seu primeiro bispo dom Joaquim Ferreira Lopes.

## Lista de bispos de Viana
|        | Nome                               | Período    | Notas  |
| Bispos | Bispos                             | Bispos     | Bispos |
| ------ | ---------------------------------- | ---------- | ------ |
| 2º     | Emílio Sumbelelo                   | 2019-atual |        |
| 1º     | Joaquim Ferreira Lopes, O.F.M.Cap. | 2007-2019  |        |